# Colobizus seineri
Colobizus seineri là một loài bọ cánh cứng trong họ Cerambycidae.